# 이혁진 (작곡가)
이혁진(1985년 6월 9일 ~ )은 대한민국의 작곡가, 가수다. 2013년 싱글 앨범 [O Store Gud]로 데뷔했다.

## 학력
- 그리스도대학교 작곡

## 방송
- 제22회 CBS 크리스천 뮤직 페스티벌 (2011) - 작곡상

## 음반
- 제 22회 CBS 크리스천 뮤직 페스티벌 (2011)
- O Store Gud (2013)
- 소록도 / 손양원 헌정앨범 (2013)
- 주가 일하시네 (2017)
- 그 언덕에 올라 (2017)
- 오늘 하루의 수고와 (2017)
- 십자가 그곳으로 (2021)
- 말씀하소서 (2022)
- 주 나의 하나님 (2022)
- 내가 가진 것 (2022)

## 작곡
- 김브라이언 <주가 일하시네> (2012)
- WE Worship <은혜의 바다> (2018)

## 피처링
- 다드림교회 <생각을 넘어> (2022)